# Ходжич, Авдо
Авдо «Ходжа» Ходжич (босн. Avdo "Hodža" Hodžić; 1921, Сараево — 8 июня 1943, Златни-Бор) — партизан Народно-освободительной войны Югославии, Народный герой Югославии.

## Биография
Родился в 1921 в Сараево. Перед Второй мировой войной работал на заводе. Вступил в КПЮ в 1941 году, в том же году ушёл в партизанское подполье. Служил политруком роты 2-го батальона 6-й восточнобоснийской пролетарской ударной бригады. Погиб 8 июня 1943 во время Битвы на Сутьеске в Златни-Боре. Похоронен на Кладбище Народных героев во Враце, на равнение Требевича, близ Сараево. 5 июля 1951 посмертно награждён званием Народного героя Югославии.